# Ферзен, Рейнгольд Иоганн фон
Рейгольд Иоганн (Юхан) фон Ферзен (швед. Reinhold Johan von Fersen; 1646[…], Ревель — 10 декабря 1716[…], Стокгольм[…]) — шведский генерал-лейтенант.

## Биография
Родился в Ревеле, вероятно, в 1656 году (в источниках встречается дата рождения 1646, но его родители вступили в брак на несколько лет позже и Рейнгольд не был их старшим ребёнком). Сын генерал-лейтенанта Ганса фон Ферзена от его первой жены Катарины Бурт. Всего у Ганца фон Ферзена было 12 детей от двух браков, но Рейнгольд Иоганн был единственным из сыновей, кто дожил до взрослого возраста, женился, имел наследников и продолжил род.
В 1672 году фон Ферзен поступил младшим офицером на голландскую службу. Находясь голландской службе, в 1674 году принял участие в сражении при Сеннефе и в том же году был произведён в капитаны; служил в драгунах. Перед началом Сконской войны между Швецией и Данией фон Ферзен решил вернуться в Швецию, где ему был обещан чин майора в Выборгском драгунском полку, но, по пути домой его корабль был перехвачен датчанами и фон Ферзен попал в датский плен. В плену содержался в Норвегии, принадлежавшей тогда Дании вплоть до 1677 года, когда был обменян благодаря протекции своего влиятельного дяди, генерал-фельдмаршала Фабиана фон Ферзена. Вернувшись в Швецию, фон Ферзен даже успел принять участие в битве при Ландскруне, а затем отличился во время боёв за город Кристианстад, в ходе которых под огнём противника выстроил батарею на островке, с которого можно было эффективно вести обстрел. За эти отличия был произведён в подполковники.
После окончания войны, фон Ферзен продолжил службу в своём полку, который в течение года стоял в Штральзунде, после чего вернулся обратно в Выборг. В 1684 году он стал полковником и командиром Вестерботтенского полка.
Затем фон Ферзен участвовал в боевых действиях против Польши. В 1702 году он стал генерал-майором и главнокомандующим в Гетеборге. В 1709 году он стал генерал-лейтенантом и губернатором Риги, в 1711 году королевским советником, в 1712 году генерал-фельдцейхмейстером, и в 1715 году — председателем Апелляционного суда Швеции.
Рейнгольд Иоганн фон Ферзен был женат на баронессе Анне Софии фон Унгерн-Штернберг. Их сын, Ганс фон Ферзен, названный в честь деда, тоже стал генерал-лейтенантом и председателем Апелляционного суда Швеции. Дочь Доротея вышла замуж за барона фон Шейдинга.
Скончался фон Ферзен в 1716 году в Стокгольме.